# Casa de Miguel Gómez Morales
La Casa Miguel Gómez Morales es un edificio de estilo modernista que está ubicado en la esquina que forman la calle Lope de Vega y la calle Cardenal Cisneros del Ensanche Modernista, Melilla (España), y forma parte del Conjunto Histórico Artístico de la Ciudad de Melilla, un Bien de Interés Cultural.

## Historia
Fue construido entre finales de 1927 y 1928, según proyecto del arquitecto Enrique Nieto por el contratista Joaquín Burillo para Miguel Gómez Morales.

## Descripción
Consta de planta baja y dos plantas más los cuartillos de la azotea, construido con paredes ladrillo macizo, con vigas de hierro y bovedillas de ladrillo macizo
Su fachada principal, con una planta baja simple, con líneas horizontales y cinco vanos con arcos de carpanel, el central acoge la puerta de entrada, sobre al que se sitúa un  mirador, con pilastras con capiteles de orden corintio, flanqueado por balcones con balaustre y vanos enmarcados, sobre los que se sitúan balcones con rejerías, de vanos enmarcados con molduras, rematándose todo con una balaustrada, tras la cornisa y un coronamiento.